# تپه یول کچن
تپه یول کچن مربوط به سده‌های اولیه دوران‌های تاریخی پس از اسلام است و در شهرستان گرمی، بخش مرکز ی، دهستان اجارود غربی، روستای آغداش واقع شده و این اثر در تاریخ ۳۰ بهمن ۱۳۸۶ با شمارهٔ ثبت ۲۱۰۶۷ به‌عنوان یکی از آثار ملی ایران به ثبت رسیده است.